# Antignac (Cantal)
Pour les articles homonymes, voir Antignac.
Antignac est une commune française située dans le département du Cantal, en région Auvergne-Rhône-Alpes.

## Géographie
Antignac se situe dans la vallée de la Sumène, sur la route départementale 3 entre Bort-les-Orgues et Riom-ès-Montagnes, dans le canton d'Ydes. Au nord de la commune coule la Rhue, rivière qui la sépare de la commune et de l'ancien canton de Champs-sur-Tarentaine-Marchal. Au centre de la commune coule le Soulou, ou ruisseau de Compier, affluent de la Rhue. Le point le plus élevé de la commune d'Antignac situe à environ 900 m au rocher d'Urlande (Rocher d'Urlande qui culmine à 926 m sur la commune de Saint-Étienne-de-Chomeil).

### Communes limitrophes
Les communes limitrophes sont  Champs-sur-Tarentaine-Marchal, La Monselie, Saint-Étienne-de-Chomeil et Vebret.

### Hameaux
Antignac est le chef-lieu de la commune qui regroupe 24 autres villages, hameaux et lieux-dits : le Beix - Bellot - la Bouboulie - la Broconie - la Cavarache - le Sellier - le Chambon - le Châtelet - la Croix de Soleilhadoux - Druls - Fouillade - Fourgoux - la Ganette - Lugue - Masternat - Saleix - Salsignac - Sauronnet - la Seppe - Tampagniergues - Urlande - la Valette - Vignon - Vignonnet.

### Hydrographie
La Sumène, la Grande Rhue sont les principaux cours d'eau parcourant la commune.

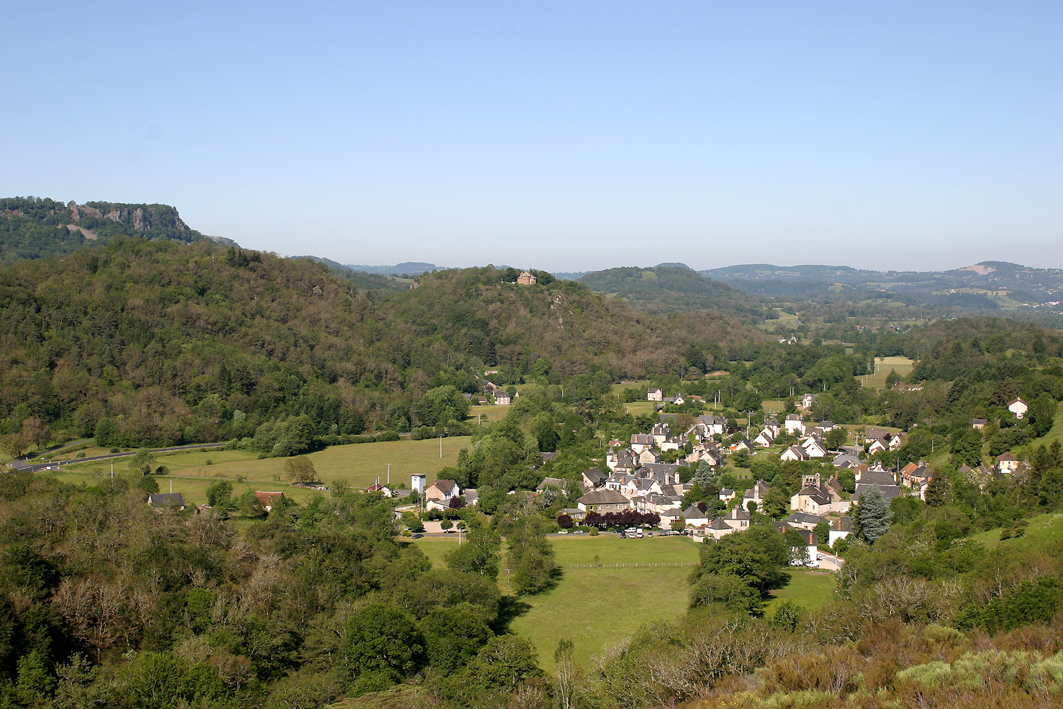
Le bourg d'Antignac au printemps.
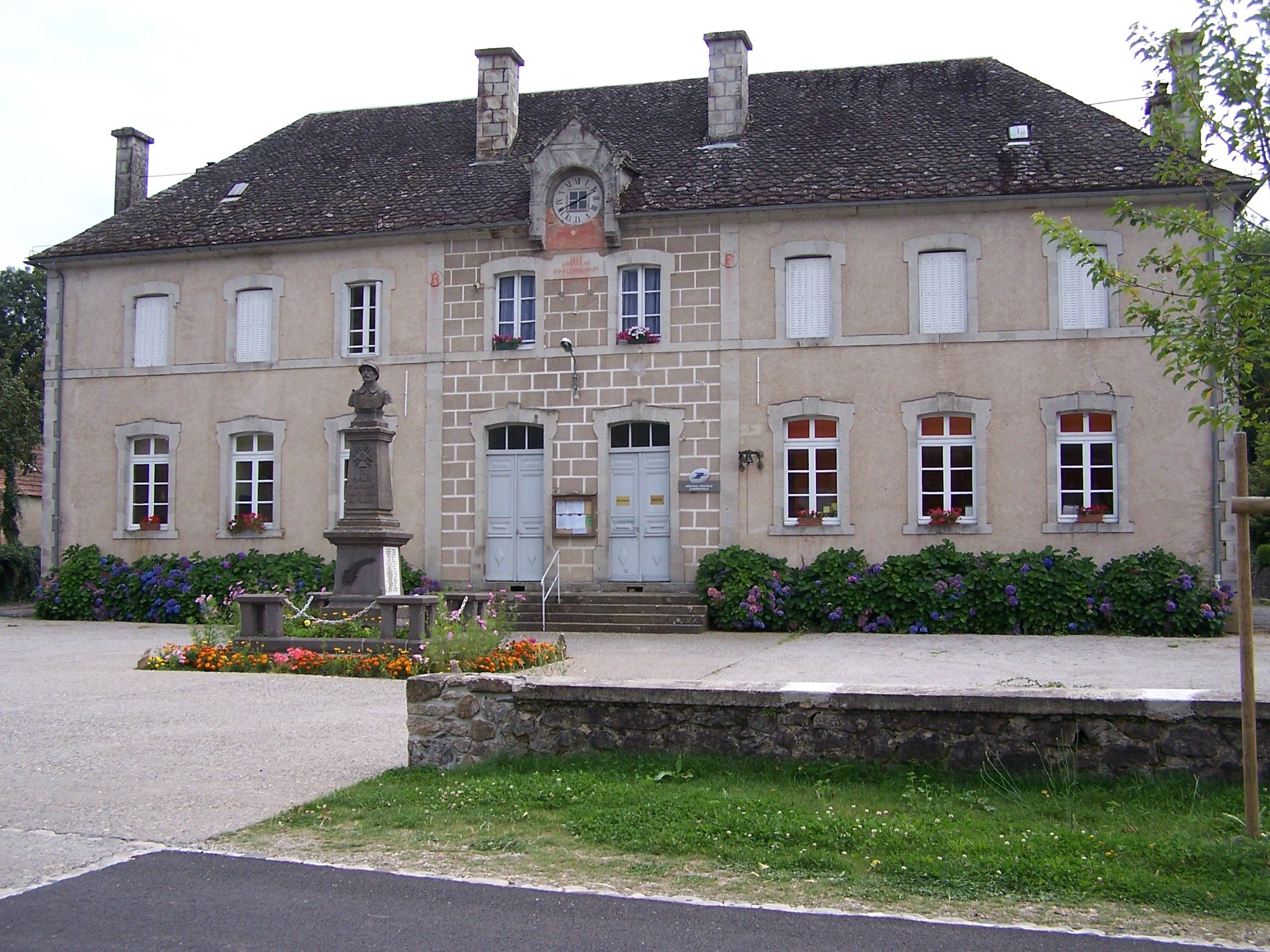
La mairie d'Antignac, et le monument aux morts.
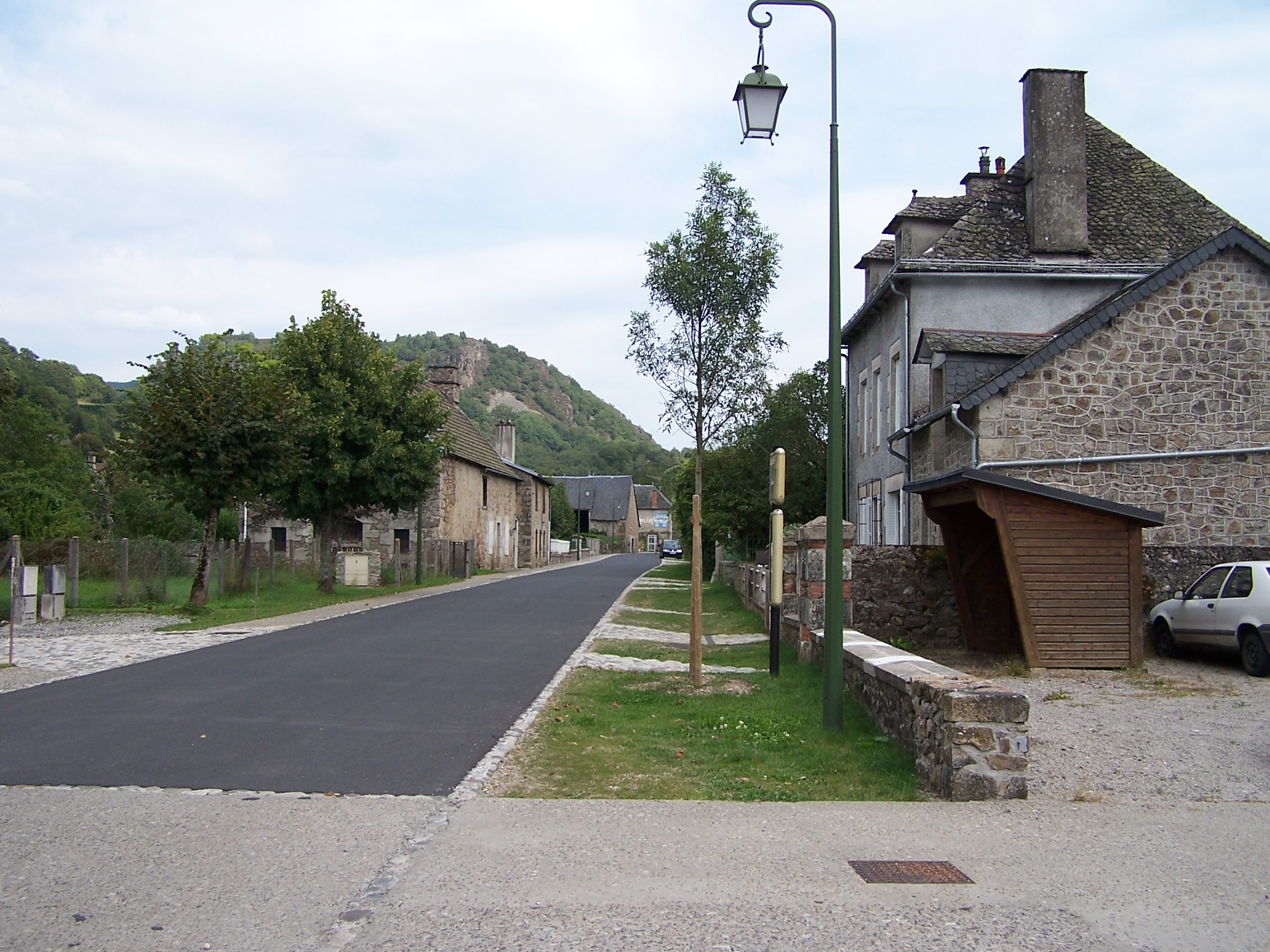
La rue principale, en direction de Riom-ès-Montagnes.
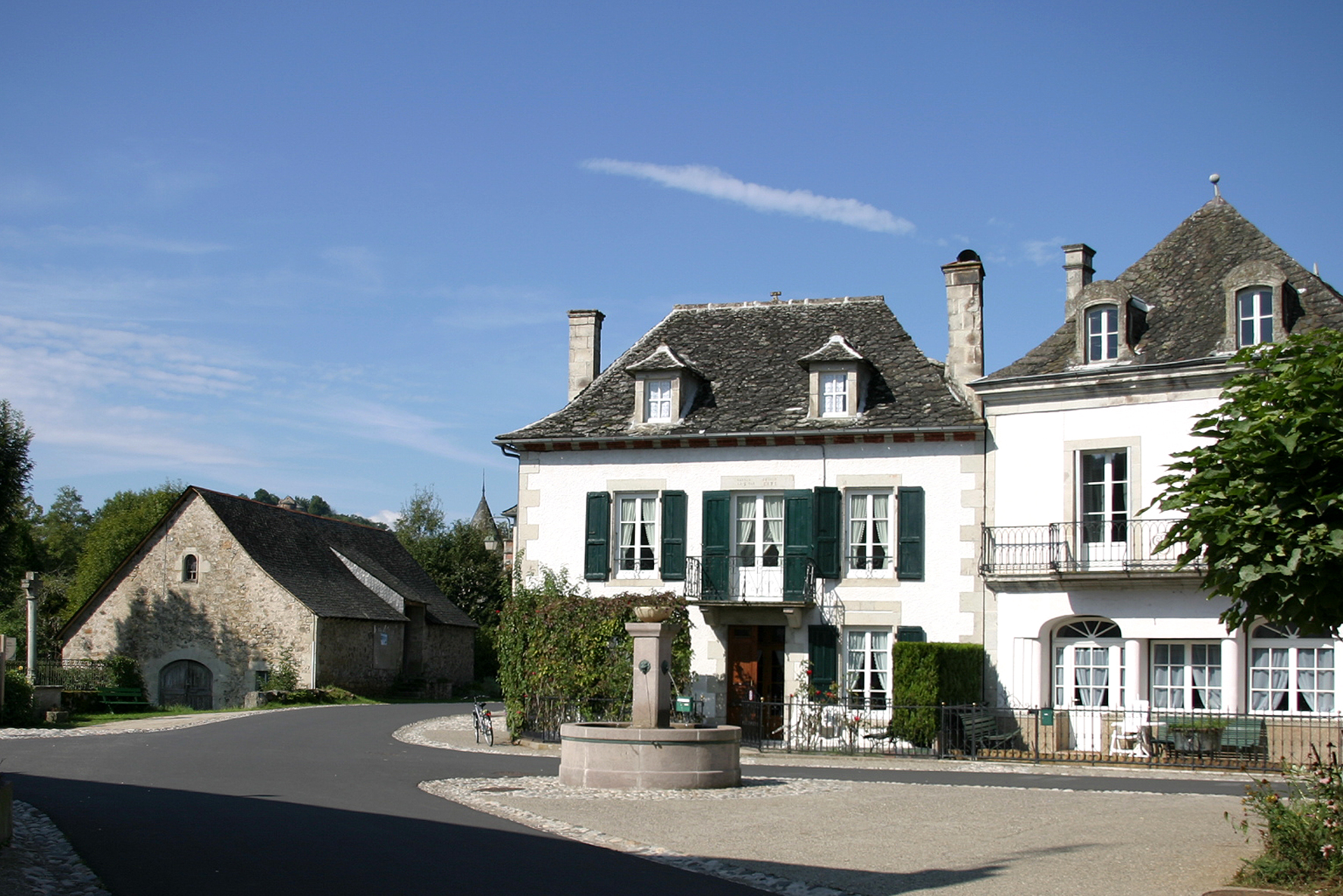
La place de l'Auberge, et sa fontaine.

### Climat
Pour des articles plus généraux, voir Climat d'Auvergne-Rhône-Alpes et Climat du Cantal.
En 2010, le climat de la commune est de type climat des marges montargnardes, selon une étude du CNRS s'appuyant sur une série de données couvrant la période 1971-2000. En 2020, Météo-France publie une typologie des climats de la France métropolitaine dans laquelle la commune est exposée à un climat de montagne ou de marges de montagne et est dans la région climatique Ouest et nord-ouest du Massif Central, caractérisée par une pluviométrie annuelle de 900 à 1 500 mm, maximale en automne et en hiver.
Pour la période 1971-2000, la température annuelle moyenne est de 10,6 °C, avec une amplitude thermique annuelle de 15,6 °C. Le cumul annuel moyen de précipitations est de 1 072 mm, avec 12,5 jours de précipitations en janvier et 8 jours en juillet. Pour la période 1991-2020, la température moyenne annuelle observée sur la station météorologique de Météo-France la plus proche, sur la commune de Saignes à 5 km à vol d'oiseau, est de 11,3 °C et le cumul annuel moyen de précipitations est de 987,0 mm,. Pour l'avenir, les paramètres climatiques de la commune estimés pour 2050 selon différents scénarios d'émission de gaz à effet de serre sont consultables sur un site dédié publié par Météo-France en novembre 2022.

## Urbanisme

### Typologie
Au 1er janvier 2024, Antignac est catégorisée commune rurale à habitat très dispersé, selon la nouvelle grille communale de densité à 7 niveaux définie par l'Insee en 2022.
Elle est située hors unité urbaine et hors attraction des villes,.

### Occupation des sols
L'occupation des sols de la commune, telle qu'elle ressort de la base de données européenne d’occupation biophysique des sols Corine Land Cover (CLC), est marquée par l'importance des forêts et milieux semi-naturels (50,4 % en 2018), une proportion sensiblement équivalente à celle de 1990 (50,7 %). La répartition détaillée en 2018 est la suivante : 
forêts (48,1 %), prairies (28 %), zones agricoles hétérogènes (21,6 %), milieux à végétation arbustive et/ou herbacée (2,3 %). L'évolution de l’occupation des sols de la commune et de ses infrastructures peut être observée sur les différentes représentations cartographiques du territoire : la carte de Cassini (XVIIIe siècle), la carte d'état-major (1820-1866) et les cartes ou photos aériennes de l'IGN pour la période actuelle (1950 à aujourd'hui).

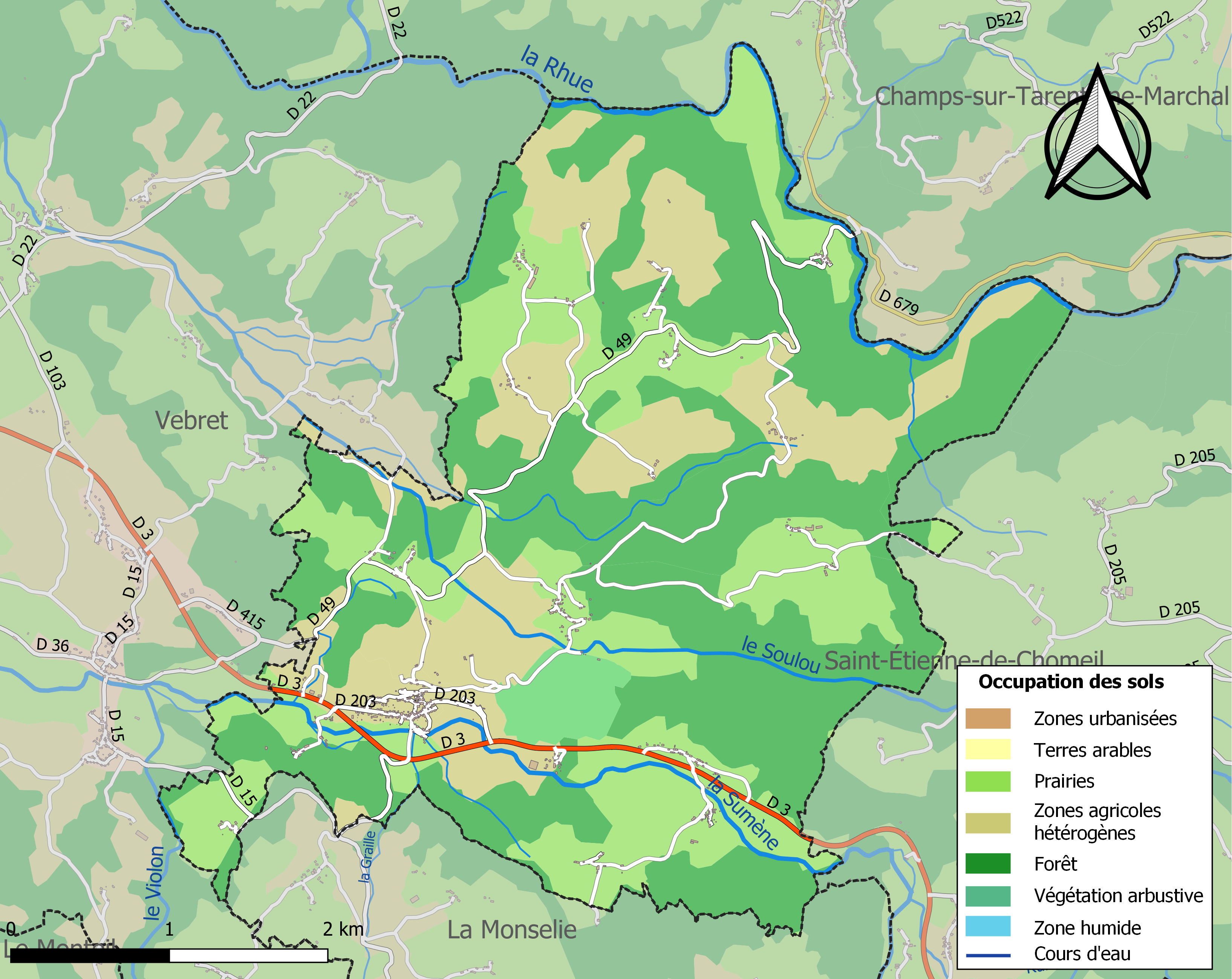
Carte des infrastructures et de l'occupation des sols de la commune en 2018 (CLC).

### Habitat et logement
En 2018, le nombre total de logements dans la commune était de 256, alors qu'il était de 256 en 2013 et de 249 en 2008.
Parmi ces logements, 55,9 % étaient des résidences principales, 29 % des résidences secondaires et 15,1 % des logements vacants. Ces logements étaient pour 98,4 % d'entre eux des maisons individuelles et pour 1,2 % des appartements.
Le tableau ci-dessous présente la typologie des logements à Antignac en 2018 en comparaison avec celle du Cantal et de la France entière. Une caractéristique marquante du parc de logements est ainsi une proportion de résidences secondaires et logements occasionnels (29 %) supérieure à celle du département (20,4 %) et à celle de la France entière (9,7 %). Concernant le statut d'occupation de ces logements, 73,4 % des habitants de la commune sont propriétaires de leur logement (77,9 % en 2013), contre 70,4 % pour le Cantal et 57,5 pour la France entière.
| Typologie                                               | Antignac | Cantal | France entière |
| ------------------------------------------------------- | -------- | ------ | -------------- |
| Résidences principales (en %)                           | 55,9     | 67,7   | 82,1           |
| Résidences secondaires et logements occasionnels (en %) | 29       | 20,4   | 9,7            |
| Logements vacants (en %)                                | 15,1     | 11,9   | 8,2            |

## Toponymie
Le nom de la localité est attesté sous sa forme occitane Antinhac en 1561 (terrier de Murat-la-Rabe)
Le digramme nh est l'équivalent occitan des lettres gn en français.
Ce toponyme, d'origine gallo-romaine, dérive de l'anthroponyme Antinius, associé au suffixe de possession -acum, sans doute un des propriétaires des lieux à cette époque.
Homonymie avec plusieurs Antignac de langue d'oc et Antigny de langue d'oïl.

## Histoire
En septembre 1790, Muradès est érigée en commune.
Par ordonnance royale du 19 juillet 1826, les communes créées sous la Révolution de Muradès, Salsignac et Vignonet sont réunies sous le nom d'Antignac. Le 6 avril 1870, une partie de la commune d'Antignac en est séparée pour former la nouvelle commune de La Monselie.
De 1907 à 1990, Antignac a partagé une gare avec Vebret sur la ligne de Bort-les-Orgues à Neussargues.

## Politique et administration

### Découpage territorial
La commune d'Antignac est membre de la communauté de communes Sumène Artense, un établissement public de coopération intercommunale (EPCI) à fiscalité propre créé le 30 décembre 1999 dont le siège est à Champs-sur-Tarentaine-Marchal. Ce dernier est par ailleurs membre d'autres groupements intercommunaux.
Sur le plan administratif, elle est rattachée à l'arrondissement de Mauriac, à la circonscription administrative de l'État du Cantal et à la région Auvergne-Rhône-Alpes.
Sur le plan électoral, elle dépend du canton d'Ydes pour l'élection des conseillers départementaux, depuis le redécoupage cantonal de 2014 entré en vigueur en 2015, et de la deuxième circonscription du Cantal  pour les élections législatives, depuis le dernier découpage électoral de 2010.

### Liste des maires
| Période                                  | Période                   | Identité                | Étiquette                                       | Qualité                                                         |
| ---------------------------------------- | ------------------------- | ----------------------- | ----------------------------------------------- | --------------------------------------------------------------- |
| Les données manquantes sont à compléter. |                           |                         |                                                 |                                                                 |
| 1799                                     | 1817                      | Jean-François Dubois    |                                                 |                                                                 |
| 1817                                     | 1847                      | Louis Armand            |                                                 | Notaire                                                         |
| 1847                                     | 1848                      | Pierre Brun             |                                                 |                                                                 |
| 1848                                     | 1864                      | Louis François Armand   |                                                 | Propriétaire                                                    |
| 1864                                     | 1881                      | Jean-Baptiste Tournadre |                                                 | Instituteur                                                     |
| 1881                                     | 1897                      | Paul Antoine Mirande    | Radical socialiste                              | Notaire, Juge de Paix Conseiller d'arrondissement               |
| 1897                                     | 1919                      | Gabriel Félix Duc       | Radical socialiste                              | Conseiller d'arrondissement                                     |
| 1919                                     | 1942                      | Jean Breton             |                                                 |                                                                 |
| 1942                                     | 1953                      | Pierre Chanut           |                                                 |                                                                 |
| 1953                                     | 1983                      | Roger Laboureix         |                                                 | Clerc de Notaire                                                |
| 1983                                     | 1990                      | Claude Favory           |                                                 |                                                                 |
| 1990                                     | 1995                      | Charles Vayssier        |                                                 | Agriculteur                                                     |
| 1995                                     | 2001                      | Claude Chanet           |                                                 | Cadre hospitalier                                               |
| 2001                                     | En cours (au 5 août 2020) | Stéphane Briant         | UDF puis Alliance centriste puis UDI, puis LREM | Journaliste Conseiller général du canton de Saignes (2008-2015) |

## Population et société

### Démographie
L'évolution du nombre d'habitants est connue à travers les recensements de la population effectués dans la commune depuis 1793. Pour les communes de moins de 10 000 habitants, une enquête de recensement portant sur toute la population est réalisée tous les cinq ans, les populations de référence des années intermédiaires étant quant à elles estimées par interpolation ou extrapolation. Pour la commune, le premier recensement exhaustif entrant dans le cadre du nouveau dispositif a été réalisé en 2006.

En 2022, la commune comptait 282 habitants, en stagnation par rapport à 2016 (Cantal : −1,08 %, France hors Mayotte : +2,11 %).
| 1793 | 1800 | 1806 | 1821 | 1831  | 1836  | 1841  | 1846  | 1851  |
| ---- | ---- | ---- | ---- | ----- | ----- | ----- | ----- | ----- |
| 826  | 590  | 846  | 836  | 1 828 | 1 937 | 1 910 | 1 801 | 1 898 |

| 1856  | 1861  | 1866  | 1872 | 1876 | 1881 | 1886 | 1891 | 1896 |
| ----- | ----- | ----- | ---- | ---- | ---- | ---- | ---- | ---- |
| 1 790 | 1 875 | 1 658 | 907  | 884  | 924  | 979  | 979  | 981  |

| 1901 | 1906 | 1911 | 1921 | 1926 | 1931 | 1936 | 1946 | 1954 |
| ---- | ---- | ---- | ---- | ---- | ---- | ---- | ---- | ---- |
| 936  | 920  | 755  | 676  | 660  | 675  | 645  | 608  | 530  |

| 1962 | 1968 | 1975 | 1982 | 1990 | 1999 | 2006 | 2011 | 2016 |
| ---- | ---- | ---- | ---- | ---- | ---- | ---- | ---- | ---- |
| 449  | 439  | 361  | 305  | 335  | 292  | 276  | 285  | 282  |

| 2021 | 2022 | - | - | - | - | - | - | - |
| ---- | ---- | - | - | - | - | - | - | - |
| 283  | 282  | - | - | - | - | - | - | - |

## Culture locale et patrimoine

### Lieux et monuments

#### Les trois églises
- Église paroissiale Saint-Victor, Saint-Pierre-ès-Liens à Antignac. L'abside et le chœur sont les seules parties datant du XIIe siècle, la nef et les chapelles ayant été reconstruites ou aménagées aux XVIIIe et XIXe siècles.
Inscrite partiellement au titre des monuments historiques le 27 avril 1976[20].
- Église paroissiale Saint-Étienne, Saint-Ferréol, dite chapelle Notre-Dame-du-Bon-Secours de Salsignac. Cette petite église romane fut édifiée au XIIe siècle puis reconstruite dans le style gothique entre 1469 et 1496 ; la cloche située dans un minuscule clocher-mur date de 1657.
Inscrite au titre des monuments historiques le 17 septembre 1969[21].
- Église prieurale Saint-Robert, Saint-Jean-Baptiste dite chapelle Notre-Dame du Roc-Vignonnet. Commencée au début du XIIe siècle, complétée aux XIIIe et XIVe siècles, cette chapelle fut définitivement abandonnée au XIXe siècle. L'édifice est classé au titre des monuments historiques en 1930[22].

#### Monuments civils
- Viaduc ferroviaire de Salsignac, sur le tronçon Bort-les-Orgues - Riom-ès-Montagnes de la ligne de Bort-les-Orgues à Neussargues, qui fut mis en service le 2 décembre 1907 et fermé en 1991. Le viaduc mesure 190 m de long, comporte quatorze arches et s'élève à 24 m de hauteur[23].
- Maison de Chabannes, ancienne maison Renaissance, datant probablement du XVIe siècle. Elle aurait appartenu à la famille de Chabannes, propriétaire de la seigneurie de la Daille[24]. Immédiatement sur sa gauche, la porte d'entrée de la propriété présente un encadrement ancien en provenance du village de Courtilles sur la commune de Vebret[25]. Il s'agissait de la porte du chef de la commanderie des hospitaliers de Saint-Jean de Jérusalem de Courtilles[26]. La cheminée du rez-de-chaussée a, quant à elle, été déplacée dans l'auberge voisine située à droite[24].

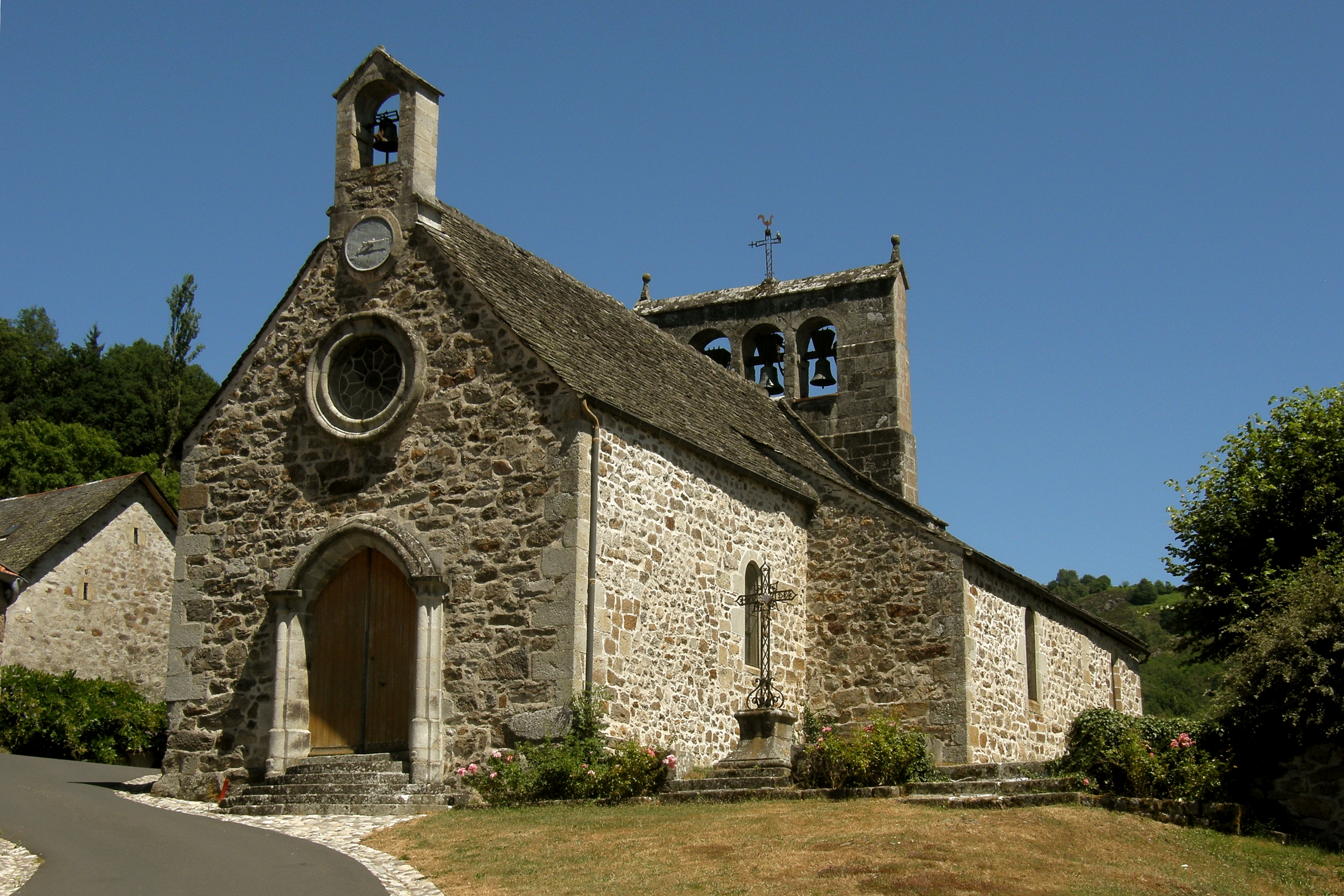
Antignac, église paroissiale Saint-Victor.
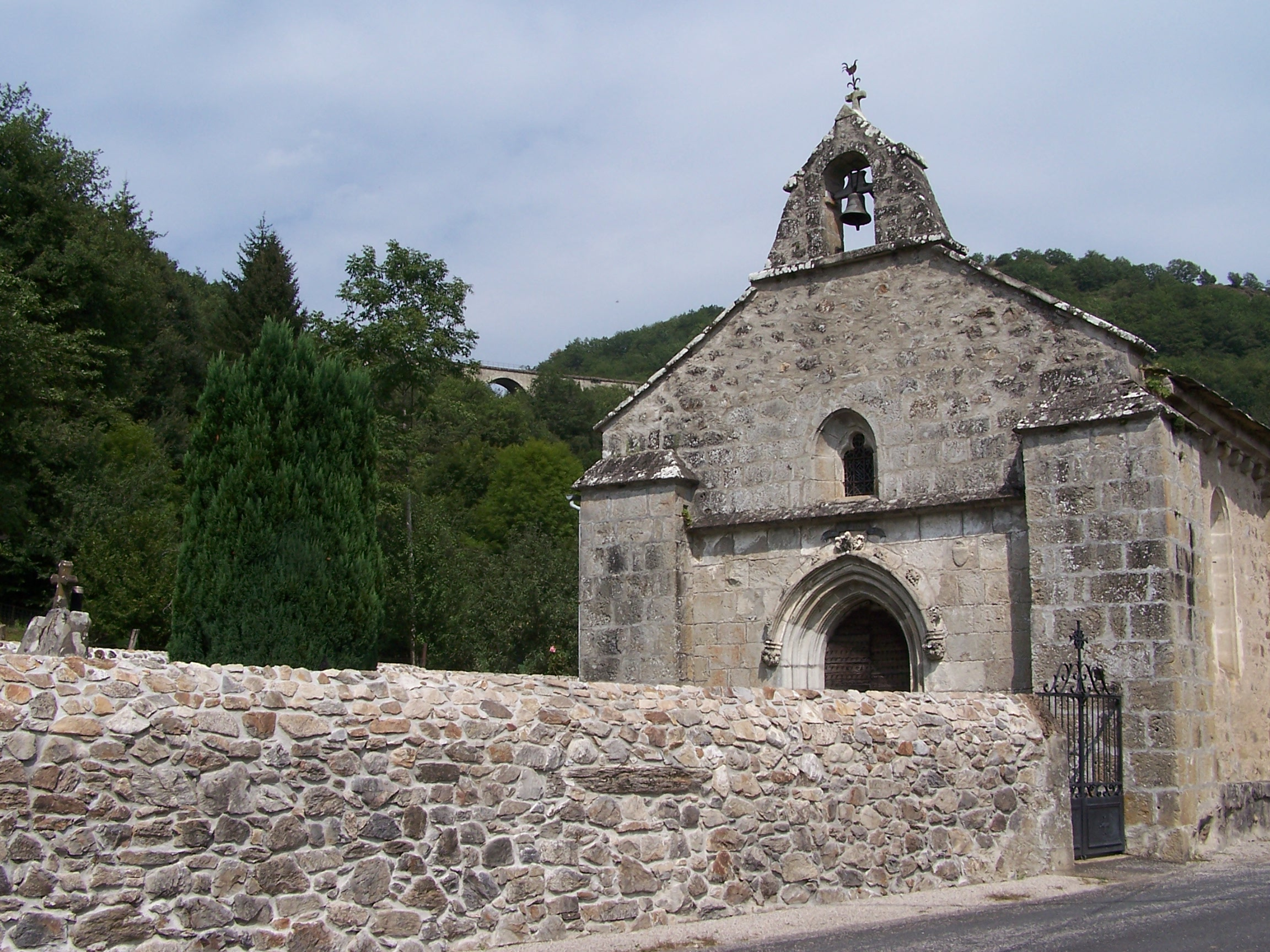
Salsignac, chapelle Saint-Ferréol, Notre-Dame-du-Bon-Secours, dominée par le viaduc.
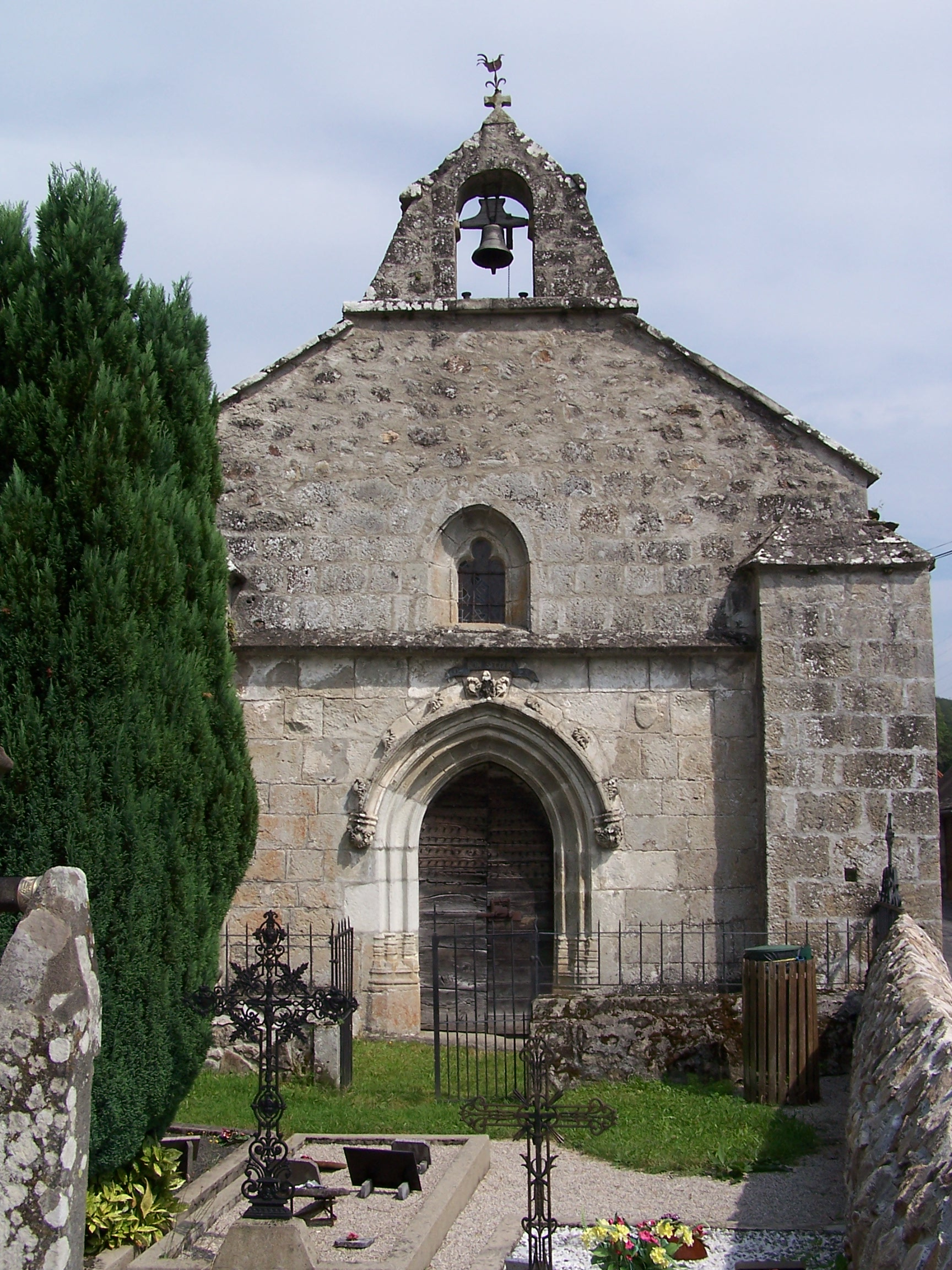
Salsignac, chapelle Saint-Ferréol, Notre-Dame-du-Bon-Secours, et le cimetière.
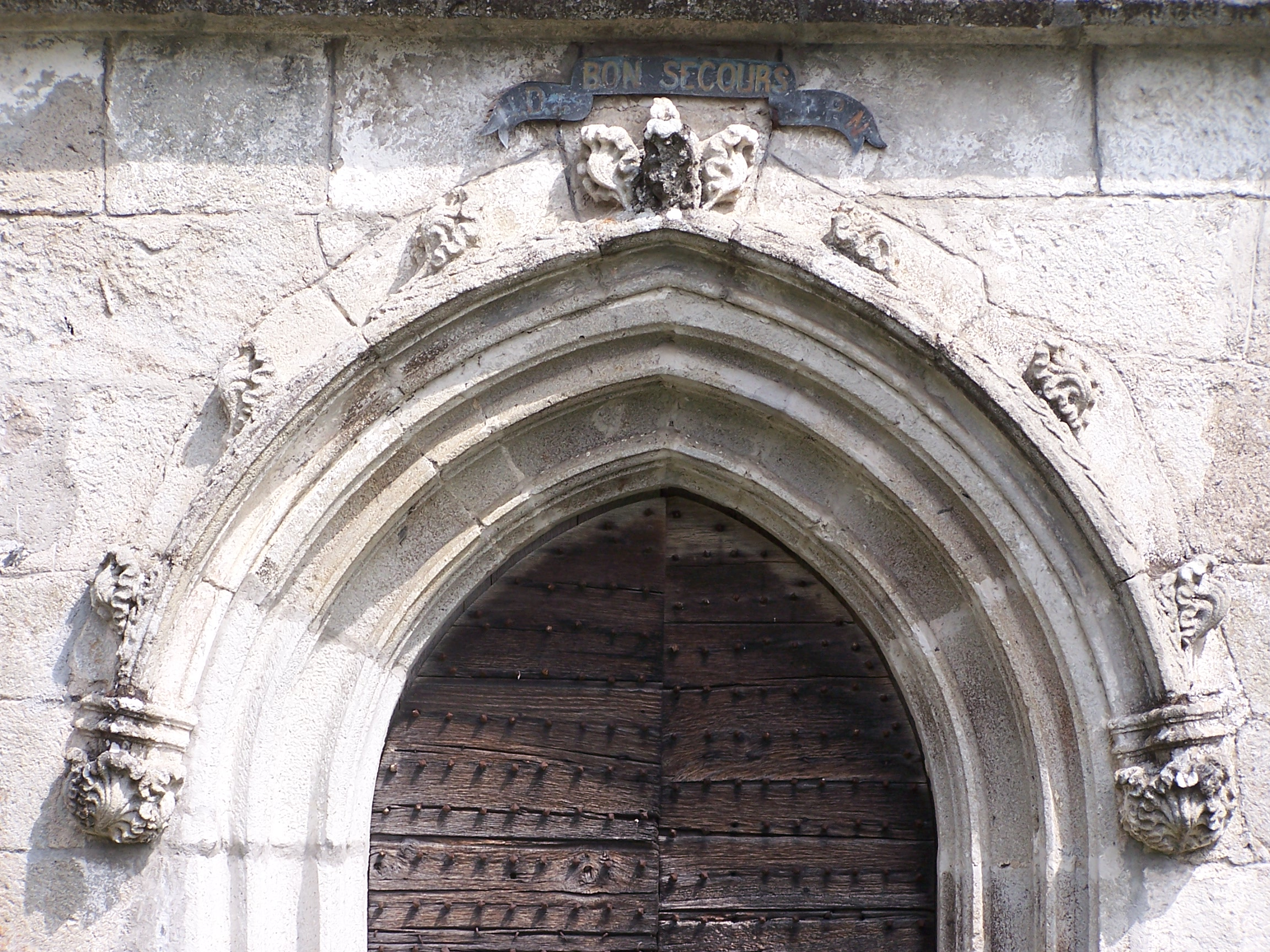
Porte en ogive de Notre-Dame-du-Bon-Secours, Salsignac.
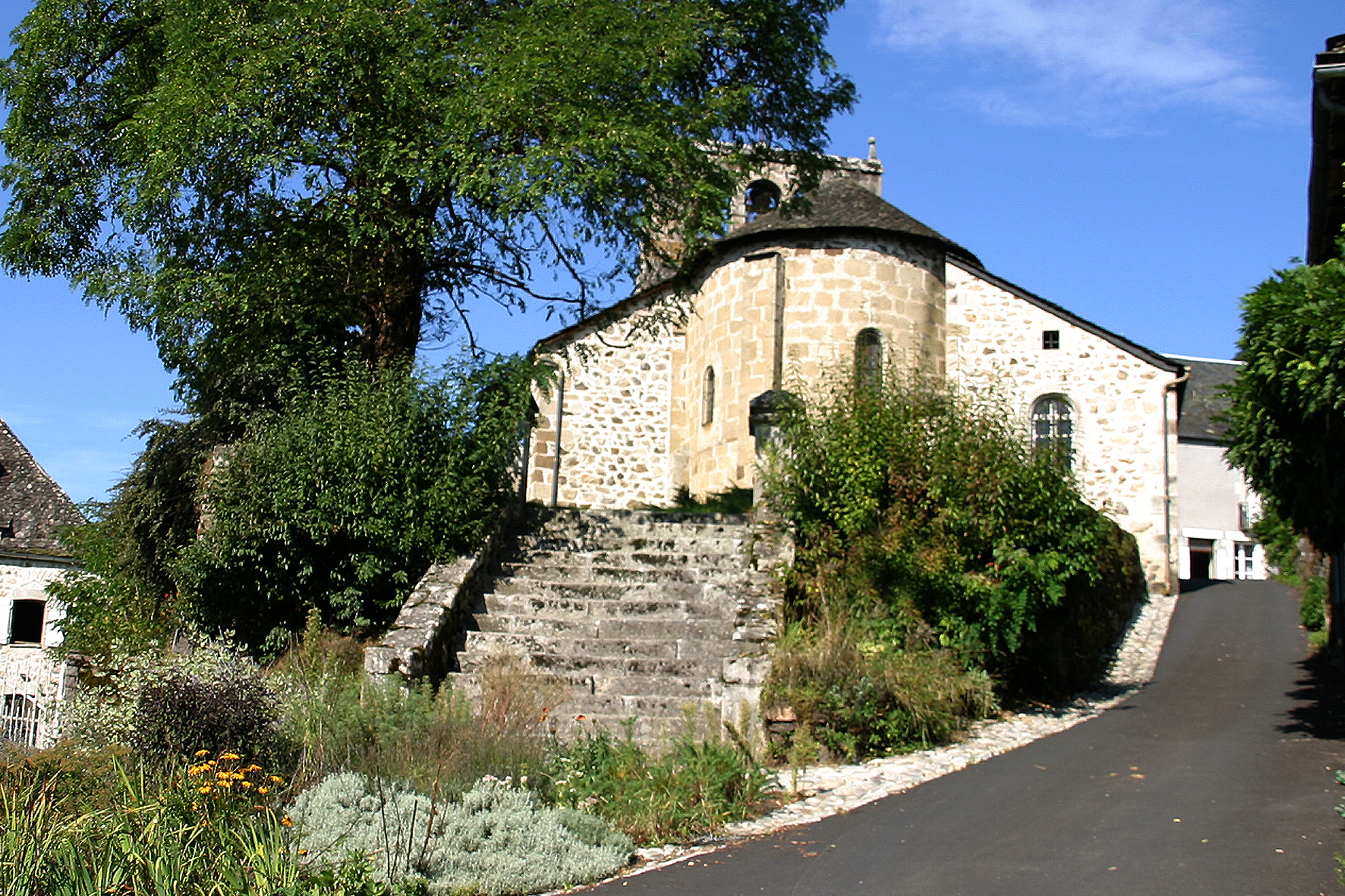
Église Saint-Pierre-ès-Liens, Antignac, escalier en pierre.
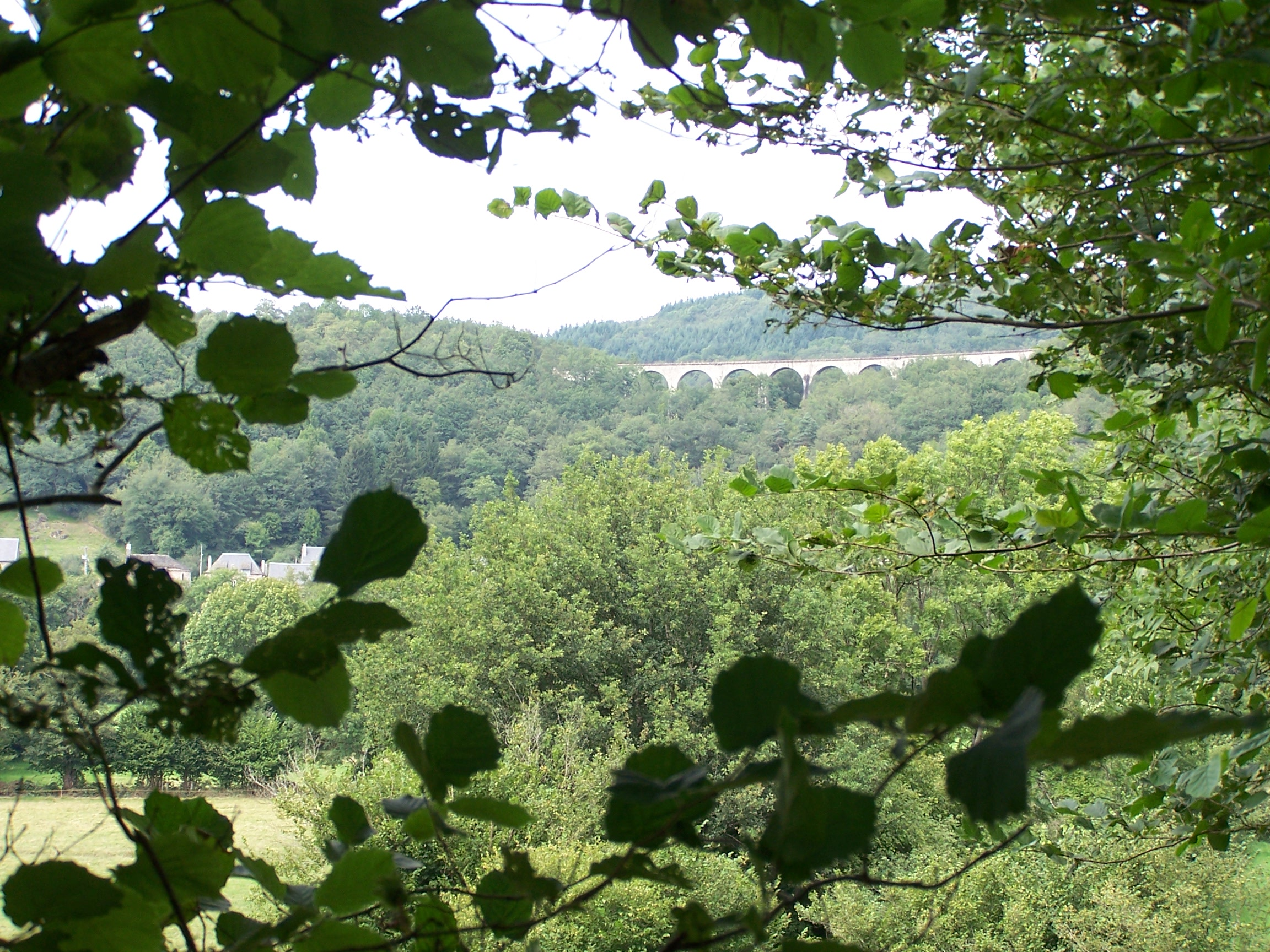
Le viaduc de Salsignac qui domine le village, vu depuis le hameau du Beix.
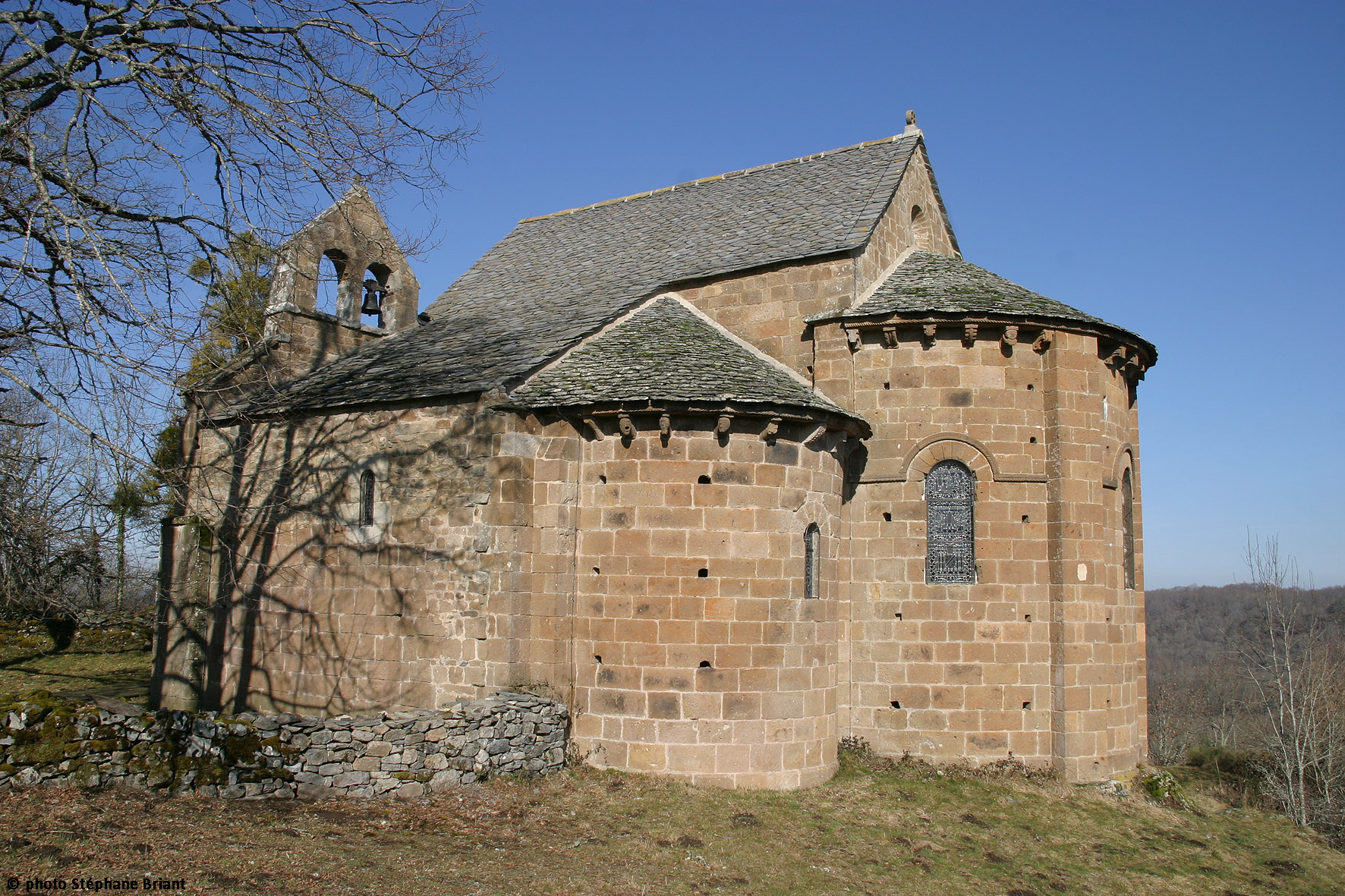
Chapelle Notre-Dame du Roc-Vignonnet.

### Patrimoine naturel
- Le rocher « Chapelle Notre-Dame du Roc-Vignonnet » est un site classé Patrimoine national Cantal. Depuis le 19 février 1934, le roc du Vignonnet (5,27 hectares) domine de cinquante mètres de haut le hameau de Vignon en contrebas et la rive gauche de la rivière Sumène.

La chapelle perchée sur son rocher et entourée d’arbres est bien visible depuis la route dans la vallée. De cette plate-forme naturelle, se déploie le panorama sur la vallée de la Sumène et ses paysages bocagers tandis que s’aperçoit au loin le massif du Sancy.
« Le site est romantique à souhait » explique le dossier de classement de 1934 qui ajoute « dans le plus complet isolement ». Le classement met en avant l’atmosphère mystérieuse et secrète du lieu avec ses pierres tombales moussues et l’enclos du cimetière autour de la chapelle mais également « le chemin creux » entre deux hauts murs qui mène à la chapelle puis une forêt « dense et sauvage de chênes » que l’on traverse en montant sur les pentes du rocher.
- Sur les hauteurs de la commune à 678 m d'altitude, la tourbière de La Bouboulie est classée Natura 2000.
- Le rocher d'Urlande, qui culmine sur la commune voisine de Saint-Étienne-de-Chomeil à 928 m, présente une particularité géologique dans la vallée de la Sumène. Il abrite de nombreux oiseaux et sert à la nidification du faucon pèlerin, de l'hirondelles des rochers et du grand corbeau.
- Le territoire de la commune d'Antignac fait partie du parc naturel régional des Volcans d'Auvergne.

### Personnalités liées à la commune
- Jean Dutourd (né le 14 janvier 1920 à Paris, où il est mort le 17 janvier 2011), journaliste et écrivain, de l'Académie française, auteur du roman Au Bon Beurre, petit-fils de la maison Laurichesse, à l'auberge de la Sumène d'Antignac. S'est rendu célèbre pour sa participation à l'émission radiophonique Les grosses têtes animée par Philippe Bouvard.
- Jacques Jouve, né le 10 mars 1932 à Antignac. Député communiste de la Haute-Vienne du 19 mars 1978 au 22 mai 1981.
- François-Paul Raynal (1902-1964), journaliste, il fit ses débuts à L'Auvergnat de Paris en 1926, il en devint chroniqueur puis secrétaire de rédaction. Également écrivain, il se partageait entre Salsignac et le faubourg Saint-Antoine, à Paris, émule de Jean Ajalbert, il écrivit des œuvres, souvent d'un grand intérêt pour la vie locale. En effet, resté très attaché à ses racines et à la maison familiale de Salsignac, il les évoque dans plusieurs de ses romans ou chroniques (Au fil de la Sumène, Les Artisans du village, Marie des Solitudes, etc.). En 1943, son récit Les Artisans du village est couronné par l'Académie française, François-Paul Raynal y décrit les métiers qui animaient les villages d'antan.
- François Aubert, maçon qui a décoré sa maison dans un style naïf (proche du Palais Idéal du facteur Cheval) et a créé un musée minéralogique.